# It Snows in Benidorm
It Snows in Benidorm (en castellà Nieva en Benidorm) és una pel·lícula de drama espanyola de 2020 escrita i dirigida per Isabel Coixet. És protagonitzada per Timothy Spall i Sarita Chudhury.
La pel·lícula es va estrenar a la Setmana Internacional de Cinema de Valladolid el 24 d'octubre de 2020. Està previst que Bteam l'estreni a Espanya el 13 de novembre de 2020.

## Sinopsi
Peter Riordan és un home solitari, maníac i metòdic que queda fascinat pels fenòmens meteorològics. Quan se li dona una jubilació anticipada al banc de Manchester, va a visitar el seu germà, que viu a Benidorm. Però arriba a la ciutat i descobreix que el seu germà se n'ha anat. Troba els còmplices i comença a buscar-lo.

## Repartiment
- Timothy Spall
- Sarita Choudhury
- Pedro Casablanc
- Carmen Machi
- Ana Torrent

## Producció
Al febrer de 2019, es va anunciar que Isabel Coixet escriuria i dirigiria la pel·lícula, amb Pedro Almodóvar i Agustín Almodóvar com a productors a través de la seva productora El Deseo. El gener de 2020, Timothy Spall, Sarita Choudhury, Pedro Casablanc, Carmen Machi i Ana Torrent es van unir al repartiment de la pel·lícula.
El rodatge va començar el gener de 2020.

## Estrena
La pel·lícula es va estrenar a la Setmana Internacional de Cinema de Valladolid el 24 d'octubre de 2020. Està previst que Bteam la estreni a Espanya el 13 de novembre de 2020.

## Taquilla
En el seu primer cap de setmana, la pel·lícula va recaptar una mica més de 115,736 € de 180 cinemes. En el seu segon va recaptar 51,471 € de 183 cinemes. En el seu tercer cap de setmana la pel·lícula va fer 27,923 € de 105 cinemes. En el seu quart cap de setmana va fer 14,914 € més de 64 cinemes. En el seu cinquè cap de setmana va aconseguir altres 4,056 € de 30 cinemes. En el seu sisè cap de setmana va recaptar altres 3,988 € de 18 cinemes. En el seu setè cap de setmana va aconseguir 3,724 € d'11 cinemes.

## Premis i nominacions
| Premis                                           | Categoria                    | Nominada            | Resultat   |
| ------------------------------------------------ | ---------------------------- | ------------------- | ---------- |
| Premis Goya                                      | Millor direcció              | Isabel Coixet       | Nominat    |
| Premis Goya                                      | Millor direcció de producció | Toni Novella        | Nominat    |
| Medalles del Cercle d'Escriptors Cinematogràfics | Millor fotografia            | Jean-Claude Larrieu | Guanyadora |